# Aérodrome de Vũng Tàu
L'aéroport de Vũng Tàu (code IATA : VTG • code OACI : VVVT) est un petit aéroport situé près du centre de la ville de Vũng Tàu. La piste de 1000 mètres de long est en béton, capable d’accueillir de petits avions comme l'ATR 72 ou l'An-38.
Pendant la guerre du Viêt Nam c'était une base aérienne de la Force aérienne de la République du Viêt Nam, de l'United States Air Force, de la Royal Australian Air Force et de la Première force opérationnelle australienne. L'aéroport est maintenant contrôlé et utilisé par la compagnie de vols service au sud (en anglais Southern Service Flight Company), fournit des vols en hélicoptère pour des activités d'exploration pétrolière en mer de la ville Vũng Tàu.

## Situation

### Carte des aéroports du Viêtnam
| Vân Đồn (2018) Thọ Xuân Chu Lai Liên Khuong Đà Nẵng Hải Phòng Cat Bi Hanoï Saïgon Nha Trang Phú Quốc Vinh Buôn Ma Thuôt Cà Mau Côn Đảo Đồng Hới Pleiku Phù Cát Phú Bài Rach Gia Nà Sản Đông Tác Vũng Tàu Cần Thơ Diên Biên Phu Quảng Trị |

Notes : Visuellement depuis un immeuble alentour surplombant la vallée où est la piste, celle-ci est largement plus longue que 1000m. Une recherche sur les photos disponibles dans Google Earth la donne pour 1800m, dont une partie vraisemblablement dans un autre revêtement. L'orientation semble de 359°. Il est probable que la piste ait été rallongée après 1954 par les américains. Le revêtement semble en bon état même si l'aéroport n'est pas utilisé pour des vols commerciaux réguliers.